# Endothyrinae
Endothyrinae es una subfamilia de foraminíferos bentónicos perteneciente a la familia Endothyridae, de la superfamilia Endothyroidea, del suborden Fusulinina y del orden Fusulinida. Su rango cronoestratigráfico se extiende desde el Fameniense (Devónico superior) hasta la Carbonífero superior.

## Discusión
Clasificaciones más recientes incluyen Endothyrinae en el suborden Endothyrina, del orden Endothyrida, de la subclase Fusulinana de la clase Fusulinata.

## Clasificación
Endothyrinae incluye a los siguientes géneros:
- Banffella †
- Endothyra †
- Eoendothyranopsis †, también considerado en la subfamilia Eoendothyranopsinae o en la subfamilia Globoendothyrinae
- Globoendothyra †, también considerado en la subfamilia Globoendothyrinae
- Klubovella †
- Laxoendothyra †
- Mirifica †
- Omphalotis †
- Paraplectogyra †
- Quasiendothyra †
- Semiendothyra †
- Tuberendothyra †
- Zellerinella †

Otros géneros considerados en Endothyrinae son:
- Birectoendothyra †, aceptado como subgénero de Endothyra, Endothyra (Birectoendothyra)
- Cribroendothyra †, aceptado como Quasiendothyra
- Endoglomospiranella †, aceptado como Laxoendothyra
- Eogloboendothyra †, considerado subgénero de Globoendothyra, Globoendothyra (Eogloboendothyra), y aceptado como Latiendothyra
- Eomillerella †, aceptado como Eoendothyranopsis
- Globoomphalotis †, considerado subgénero de Globoendothyra, Globoendothyra (Globoomphalotis), y aceptado como Globoomphalotis
- Mediendothyra †, considerado subgénero de Endothyra, Endothyra (Mediendothyra), y aceptado como Paraplectogyra
- Plectogyra †, aceptado como Endothyra
- Plectogyrina †, considerado subgénero de Endothyra, Endothyra (Plectogyrina), y aceptado como Endothyra
- Rectoquasiendothyra †, considerado subgénero de Quasiendothyra, Quasiendothyra (Rectoquasiendothyra)
- Similisella †, aceptado como subgénero de Endothyra, Endothyra (Similisella)
- Skippella †, considerado sinónimo posterior de Eoendothyranopsis
- Spirella †, aceptado como subgénero de Endothyra, Endothyra (Spirella)
- Ugurus †, propuesto como nombre sustituto de Mirifica
- Zellerella †, aceptado como Eoendothyranopsis